# Nuno Pires de Bragança
D. Nuno Pires de Bragança (c. 1170 -?)  foi um Cavaleiro medieval português, contemporâneo do rei Sancho I de Portugal de quem foi Rico-Homem.

## Relações familires
Foi filho de Pedro Fernandes de Bragança (1130 -?) e de Fruilhe Sanches de Celanova (1140 -?). Casou com Maria Fogaça (1180 -?) de quem teve:
1. Rui Nunes de Bragança.
2. Froile Nunes casada com Martim Pires de Chacim (1185 – 1258).